# Pachydactylus mclachlani
Pachydactylus mclachlani är en ödleart som beskrevs av  Bauer LAMB och BRANCH 2006. Pachydactylus mclachlani ingår i släktet Pachydactylus och familjen geckoödlor. Inga underarter finns listade i Catalogue of Life.